# Alphasyllabaire khmer
Cette page contient des caractères spéciaux ou non latins. S’ils s’affichent mal (▯, ?, etc.), consultez la page d’aide Unicode.

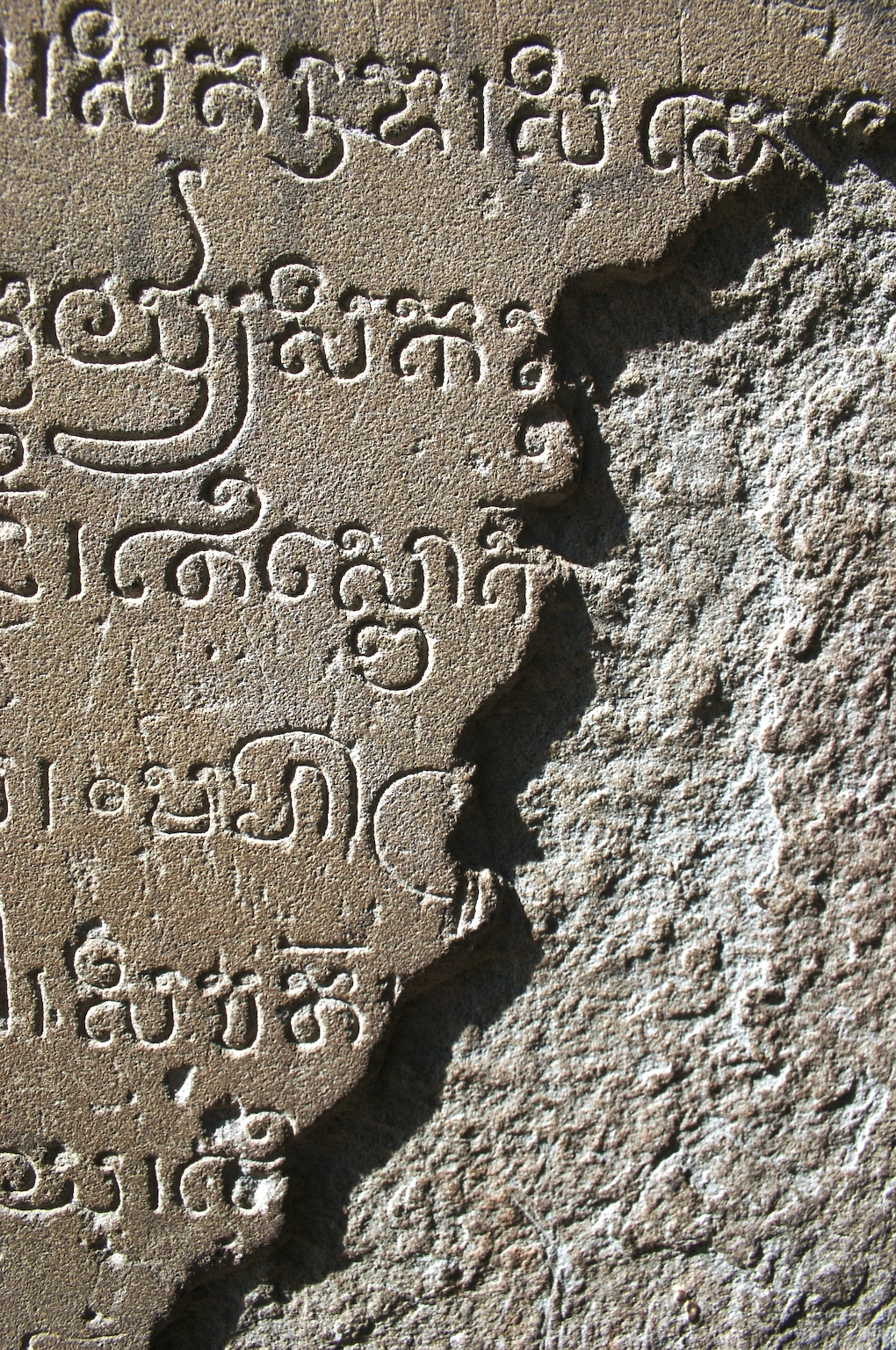
Ancienne inscription khmère

L'alphasyllabaire khmer (en khmer : អក្ខរក្រមខេមរភាសា, âkkhârâkrâm khémârâ phéasa, couramment appelé អក្សរខ្មែរ, /ʔaʔsɑː kʰmae/) est un alphasyllabaire monocaméral utilisé pour écrire le khmer, langue officielle du Cambodge.
Comme la plupart des écritures d'Asie du Sud-Est, il dérive du vatteluttu (ou « écriture arrondie »), apparenté à l'écriture pallava, originaire du sud de l'Inde ou du Sri Lanka et apparu au début de l'ère commune.
La première inscription connue en langue khmère date de 611 (Angkor Borei, K600), plus de deux siècles avant la première attestation écrite du français (datée du 14 février 842). À noter que cette inscription lapidaire est d'origine, alors que le manuscrit des Serments de Strasbourg est une copie de l'an mille.
L'alphabet khmer s'écrit horizontalement de gauche à droite et comporte actuellement trois séries de graphèmes donnés dans l'ordre suivant :
- 33 graphèmes notant les consonnes ;
- 28 graphèmes obligatoirement associés à une consonne, dits voyelles dépendantes ;
- 12 graphèmes dits voyelles indépendantes ou complètes.

## Consonnes
Historiquement l'alphabet avait 35 graphèmes notant des consonnes, mais deux sont devenus obsolètes depuis plus d'une centaine d'années : le khmer moderne en utilise 33.
Chaque graphème notant une consonne peut représenter une syllabe complète car il note une voyelle inhérente, soit /ɑː/, soit /ɔː/.
Les 33 consonnes actuelles se répartissent donc en deux séries selon qu'elles notent /ɑː/ (série en A, dite légère) ou /ɔː/ (série en O, dite lourde) lorsqu'elles sont isolées.
L'ordre alphabétique ne suit pas l'ordre de ces deux séries.
La série à laquelle une consonne appartient détermine la prononciation de la voyelle dépendante qui peut lui être attachée.
Ces deux séries de consonnes représentait à l'origine le voisement des phonèmes consonantiques correspondants: la série en A notait les consonnes non voisées, la série en O les consonnes voisées; c'est toujours de cette manière qu'elles sont nommées en khmer.
À deux exceptions près, toutes les consonnes possèdent une forme réduite souscrite appelée en khmer ជើងអក្សរ cheung âksâr (pied du caractère). La forme réduite d'une consonne est généralement une version plus petite et simplifiée du caractère, mais dans quelques cas elle est complètement différente.
Elle s'emploie en association avec une consonne porteuse en dessous de laquelle elle est tracée; plusieurs formes réduites comportent cependant dans leur tracé un élément remontant à la même hauteur que la consonne porteuse, à sa droite ou à sa gauche dans le cas du r.
À une consonne en forme pleine peut s'associer une consonne souscrite, rarement deux. Une telle association de graphèmes consonantiques note un groupe consonantique dans un même mot: les consonnes sont prononcées consécutivement dans l'ordre consonne porteuse + consonne souscrite 1 + consonne souscrite 2, sans phonème vocalique entre elles.
Aucun mot ne se terminant par plus d'une consonne, les consonnes souscrites apparaissant pour des raisons étymologiques en fin de mot sont muettes; elles peuvent cependant se prononcer dans les mots composés.
Une association de graphèmes consonantiques appartient dans son ensemble soit à la série en A, soit à la série en O ; la voyelle inhérente de l'association est généralement celle du graphème consonantique dominant : les graphèmes notant une consonne occlusive ou fricative sont dominants par rapport à ceux qui notent une consonne sonante ; dans le cas d'une association de plusieurs graphèmes consonnantiques dominants, les graphèmes souscrits l'emportent sur leur consonne porteuse.
Le tableau suivant liste les consonnes. Leur valeur phonétique habituelle est donnée suivant l'alphabet phonétique international, et une translittération (pour d'autres systèmes de romanisation, voir Romanisation du khmer). La valeur syllabique de chaque consonne correspond à son nom. La série en A (légère) est indiquée en rouge.
| Consonne | Consonne ronde | Forme souscrite | Valeur syllabique | Valeur syllabique | Valeur consonantique                                      | Valeur consonantique | Remarques |
| Consonne | Consonne ronde | Forme souscrite | API               | translittération  | API                                                       | translittération     | Remarques |
| -------- | -------------- | --------------- | ----------------- | ----------------- | --------------------------------------------------------- | -------------------- | --- |
| ក        |                | ្ក               | [kɑː]             | kâ                | [k]                                                       | k                    | Prononcés [ʔ] en finale après [ɑː], [aː], [iə], [ɨə], [uə], [ɑ], [a], [ĕə], [ŭə]. |
| ខ        |                | ្ខ               | [kʰɑː]            | khâ               | [kʰ]                                                      | kh                   | Prononcés [ʔ] en finale après [ɑː], [aː], [iə], [ɨə], [uə], [ɑ], [a], [ĕə], [ŭə]. |
| គ        |                | ្គ               | [kɔː]             | kô                | [k]                                                       | k                    | Prononcés [ʔ] en finale après [ɑː], [aː], [iə], [ɨə], [uə], [ɑ], [a], [ĕə], [ŭə]. |
| ឃ        |                | ្ឃ               | [kʰɔː]            | khô               | [kʰ]                                                      | kh                   | Prononcés [ʔ] en finale après [ɑː], [aː], [iə], [ɨə], [uə], [ɑ], [a], [ĕə], [ŭə]. |
| ង        |                | ្ង               | [ŋɔː]             | ngô               | [ŋ]                                                       | ng                   | |
| ច        |                | ្ច               | [cɑː]             | châ               | [c]                                                       | ch                   | |
| ឆ        |                | ្ឆ               | [cʰɑː]            | chhâ              | [cʰ]                                                      | chh                  | |
| ជ        |                | ្ជ               | [cɔː]             | chô               | [c]                                                       | ch                   | |
| ឈ        |                | ្ឈ               | [cʰɔː]            | chhô              | [cʰ]                                                      | chh                  | |
| ញ        |                | ្ញ               | [ɲɔː]             | nhô               | [ɲ]                                                       | nh                   | La partie inférieure disparaît lorsqu'une consonne souscrite est ajoutée. La combinaison de la forme pleine et de sa propre forme souscrite est écrite différemment: ញ្ញ -nhnh-.                           |
| ដ        |                | ្ដ               | [ɗɑː]             | dâ                | [ɗ], [t] en finale                                        | d                    | Même forme souscrite que ត tâ, prononcée [d] à l'initiale d'un groupe consonantique, et [d] ou [t] ailleurs selon les cas.                                                                                |
| ឋ        |                | ្ឋ               | [tʰɑː]            | thâ               | [tʰ]                                                      | th                   | Lettre rare apparaissant pour des raisons étymologiques dans des emprunts du pali ou du sanskrit. |
| ឌ        |                | ្ឌ               | [ɗɔː]             | dô                | [ɗ], [t] en finale                                        | d                    | Lettre rare apparaissant pour des raisons étymologiques dans des emprunts du pali ou du sanskrit. |
| ឍ        |                | ្ឍ               | [tʰɔː]            | thô               | [tʰ]                                                      | th                   | Lettre rare apparaissant pour des raisons étymologiques dans des emprunts du pali ou du sanskrit. |
| ណ        |                | ្ណ               | [nɑː]             | nâ                | [n]                                                       | n                    | |
| ត        |                | ្ត               | [tɑː]             | tâ                | [t]                                                       | t                    | Prononcé [d] à l'initiale d'une syllabe non accentuée terminée par une nasale. Même forme souscrite que ដ dâ, prononcée [d] à l'initiale d'un groupe consonantique, et [d] ou [t] ailleurs selon les cas. |
| ថ        |                | ្ថ               | [tʰɑː]            | thâ               | [tʰ]                                                      | th                   | |
| ទ        |                | ្ទ               | [tɔː]             | tô                | [t]                                                       | t                    | |
| ធ        |                | ្ធ               | [tʰɔː]            | thô               | [tʰ]                                                      | th                   | |
| ន        |                | ្ន               | [nɔː]             | nô                | [n]                                                       | n                    | |
| ប        |                | ្ប               | [ɓɑː]             | bâ                | [ɓ] devant une voyelle, [p] ailleurs et dans les emprunts | b, p                 | Il existe une ligature បា en combinaison avec le caractère ា de certaines voyelles dépendantes. |
| ផ        |                | ្ផ               | [pʰɑː]            | phâ               | [pʰ]                                                      | ph                   | |
| ព        |                | ្ព               | [pɔː]             | pô                | [p]                                                       | p                    | |
| ភ        |                | ្ភ               | [pʰɔː]            | phô               | [pʰ]                                                      | ph                   | |
| ម        |                | ្ម               | [mɔː]             | mô                | [m]                                                       | m                    | |
| យ        |                | ្យ               | [jɔː]             | yô                | [j]                                                       | y                    | |
| រ        |                | ្រ               | [rɔː]             | rô                | [r], muet en finale                                       | r                    | |
| ល        |                | ្ល               | [lɔː]             | lô                | [l]                                                       | l                    | |
| វ        |                | ្វ               | [ʋɔː]             | vô                | [ʋ]                                                       | v                    | |
| ឝ        |                | ្ឝ               | Obsolète          | Obsolète          | Obsolète                                                  | Obsolète             | Note historiquement un s palatal |
| ឞ        |                | ្ឞ               | Obsolète          | Obsolète          | Obsolète                                                  | Obsolète             | Note historiquement un s rétroflexe |
| ស        |                | ្ស               | [sɑː]             | sâ                | [s], [h] en finale                                        | s                    | |
| ហ        |                | ្ហ               | [hɑː]             | hâ                | [h]                                                       | h                    | |
| ឡ        |                | (aucune)        | [lɑː]             | lâ                | [l]                                                       | l                    | L'orthographe du khmer ne fait pas usage d'une forme souscrite pour la consonne ឡ lâ bien que certaines fontes de caractères en aient prévu une.                                                          |
| អ        |                | ្អ               | [ʔɑː]             | ’â                | [ʔ]                                                       | ’[réf. nécessaire]   | |

Les graphèmes notant une consonne aspirée ne sont prononcés avec une aspiration que devant une voyelle.
Les occlusives sourdes sont par ailleurs toujours légèrement aspirées devant certaines consonnes mais peuvent être représentées par un graphème notant une consonne aspirée ou non aspirée.

### Consonnes additionnelles
Des graphèmes additionnels sont utilisés dans certains emprunts, en particulier au français et au thaï, pour des consonnes absentes des mots d'origine khmère ou restreintes à une seule série de voyelles. La plupart de ces graphèmes additionnels sont des digraphes et des formes diacritées.
| Consonne additionnelle | Valeur syllabique | Valeur syllabique | Valeur consonantique | Valeur consonantique | Description           | Remarques                                                                 |
| Consonne additionnelle | API               | translittération  | API                  | translittération     | Description           | Remarques                                                                 |
| ---------------------- | ----------------- | ----------------- | -------------------- | -------------------- | --------------------- | ------------------------------------------------------------------------- |
| ហ្គ                     | [ɡɑː]             | gâ                | [ɡ]                  | g                    | hâ + kô               | Exemple: ហ្គាស, [ɡas] ('gaz', du français)                                  |
| ហ្គ៊                     | [ɡɔː]             | gô                | [ɡ]                  | g                    | hâ + kô + diacritique |                                                                           |
| ហ្ន                     | [nɑː]             | nâ                | [n]                  | n                    | hâ + nô               | Exemple: ហ្នាំង ou ហ្ន័ង, [naŋ] ('théâtre d'ombres', du thaï หนัง)              |
| ប៉                      | [pɑː]             | pâ                | [p]                  | p                    | bâ + diacritique      | Exemple: ប៉ាក់, [pak] ('broder'), ប៉័ង, [paŋ] ('pain', du français)            |
| ហ្ម                     | [mɑː]             | mâ                | [m]                  | m                    | hâ + mô               | Exemple: គ្រូហ្ម, [kruː mɑː] ('chamane', du thaï หมอ)                        |
| ហ្ល                     | [lɑː]             | lâ                | [l]                  | l                    | hâ + lô               | Exemple: ហ្លួង, [luəŋ] ('roi', du thaï หลวง)                                |
| ហ្វ                     | [fɑː], [ʋɑː]      | fâ, vâ            | [f], [ʋ]             | f, v                 | hâ + vô               | Prononcé [ʋ] dans ហ្វង់, [ʋɑŋ] ('clair') et [f] dans កាហ្វេ, [kaafɛɛ] ('café') |
| ហ្វ៊                     | [fɔː], [ʋɔː]      | fô, vô            | [f], [ʋ]             | f, v                 | hâ + vô + diacritique | Exemple: ហ្វ៊ីល, [fiːl] ('film')                                             |
| ហ្ស                     | [ʒɑː], [zɑː]      | žâ, zâ            | [ʒ], [z]             | ž, z                 | hâ + sâ               | Exemple: ហ្សាស, [ʒas] ('jazz')                                              |
| ហ្ស៊                     | [ʒɔː], [zɔː]      | žô, zô            | [ʒ], [z]             | ž, z                 | hâ + sâ + diacritique | Exemple: ហ្ស៊ីប, [ʒiːp] ('jeep')                                             |

## Voyelles dépendantes
La plupart des phonèmes vocaliques sont notés en Khmer à l'aide d'un graphème obligatoirement associé à une consonne, dit voyelle dépendante. Le nombre de voyelles dépendantes varie selon que l'on compte certaines comme des combinaisons faisant intervenir un signe diacritique. De plus, la valeur phonologique de chaque graphème peut dépendre de la présence dans la syllabe d'une consonne finale, d'un signe diacritique ou de l'accent tonique: les configurations syllabiques graphiques ainsi décomptées se chiffrent à 39.
Une voyelle dépendante peut s'écrire à gauche, à droite, au-dessus ou en dessous du graphème consonnantique auquel elle est associée (il peut aussi s'agir d'une association de graphèmes consonnantiques).
Elle représente cependant un phonème prononcé après le phonème représenté par le graphème (ou groupe) consonnantique associé. La voyelle inhérente à un graphème consonnantique, soit /ɑː/, soit /ɔː/, n'est pas notée par une voyelle dépendante.
La plupart des voyelles dépendantes peuvent représenter chacune deux phonèmes, l'un en combinaison avec un graphème (ou une association) consonnantique de la série en A, l'autre avec un graphème (ou une association) consonnantique de la série en O.
Le tableau suivant liste les voyelles dépendantes (ou ordinaires), qui sont appelées srăk nissăy (ស្រៈនិស្ស័យ) ou srăk phsâm (ស្រៈផ្សំ) en khmer. Le symbole circulaire en pointillé indique la position de la consonne.
| Voyelle dépendante | Translittération | Translittération | API     | API     |
| Voyelle dépendante | série a          | série o          | série a | série o |
| ------------------ | ---------------- | ---------------- | ------- | ------- |
| (aucune)           | ar               | or               | ar      | or      |
| ា                   | a                | éa               | aː      | iːə     |
| ិ                   | ĕ                | ĭ                | e       | i       |
| ី                   | ei               | i                | əj      | iː      |
| ឹ                   | œ̆                | œ̆                | ə       | ɨ       |
| ឺ                   | œ                | œ                | əːɨ     | ɨː      |
| ុ                   | ŏ                | ŭ                | o       | u       |
| ូ                   | o                | u                | oːu     | uː      |
| ួ                   | uŏ               |                  | uːə     |         |
| ើ                   | aeu              | eu               | aːə     | əː      |
| ឿ                   | eua              | eua              | ɨːə     | ɨːə     |
| ៀ                   | iĕ               | iĕ               | iːə     | iːə     |
| េ                   | é                | é                | eːi     | eː      |
| ែ                   | ê                | ê                | aːe     | ɛː      |
| ៃ                   | ai               | ey               | aj      | ɨj      |
| ោ                   | aô               | oŭ               | aːo     | oː      |
| ៅ                   | au               | ŏu               | aw      | ɨw      |
| ុំ                   | om               | ŭm               | om      | um      |
| ំ                   | âm               | um               | ɑm      | um      |
| ាំ                   | ăm               | ŏâm              | am      | oəm     |
| ះ                   | ăh               | eăh              | aʰ      | eəʰ     |
| ិះ                   | eʰ               | iʰ               | eʰ      | iʰ      |
| ុះ                   | ŏh               | uh               | oʰ      | uʰ      |
| េះ                   | éh               | éh               | eiʰ     | eʰ      |
| េាះ                   | aŏh              | uŏh              | ɑʰ      | ʊəʰ     |

## Voyelles indépendantes
L'écriture khmère possède aussi des voyelles dites indépendantes, appelées en Khmer srăk penhtuŏ (ស្រៈពេញតួ, signifiant voyelles complètes), elles ne sont associées à une consonne et ont un son syllabique propre, leur nombre est habituellement d'une douzaine, mais cela varie d'un ouvrage à l'autre. Il est quelquefois question de les supprimer, certaines ont déjà été remplacées. Techniquement, elles pourraient l'être, mais elles ont un intérêt étymologique et historique.
| Voyelles indépendantes | Translittération | API  |
| ---------------------- | ---------------- | ---- |
| ឣ                      | â                | ʔɑʔ  |
| ឤ                      | a                | ʔa   |
| ឥ                      | ĕ                | ʔe   |
| ឦ                      | ei               | ʔəj  |
| ឧ                      | ŏ                | ʔ    |
| ឨ                      |                  |      |
| ឩ                      | ŭ                | ʔu   |
| ឪ                      | ŏu               | ʔɨw  |
| ឫ                      | rœ̆               | ʔrɨ  |
| ឬ                      | rœ               | ʔrɨː |
| ឭ                      | lœ̆               | ʔlɨ  |
| ឮ                      | lœ               | ʔlɨː |
| ឯ                      | é                | ʔeː  |
| ឰ                      | ai               | ʔaj  |
| ឱ, ឲ                   | aô               | ʔaːo |
| ឳ                      | âu               | ʔaw  |

## Comparaison avec d'autres alphasyllabaires
| Consonne khmère | Son | Consonne tamoule | Consonne birmane | Consonne thaïe |
| --------------- | --- | ---------------- | ---------------- | -------------- |
| ក               | Ka  | க                | က                | ก              |
| ខ               | Kha | கா                | ခ                | ข              |
| គ               | Ga  | ங                | ဂ                | ค              |
| ឃ               | Gha | ஙா                | ဃ                | ฆ              |
| ង               | NGa | ங்                | င                | ง              |
| ច               | Ca  | ச                | စ                | จ              |
| ឆ               | Cha | ச்ச               | ဆ                | ฉ              |
| ជ               | Ja  | ய                | ဇ                | ช              |
| ឈ               | Jha | யா                | ဈ                | ฌ              |
| ញ               | Ña  | ஞ                | ည                |                |
| ដ               | ṭa  | த                | ဋ                | ด              |
| ឋ               | ṭha | த்த               | ဌ                | ธ              |
| ឌ               | ḍa  | ட                | ဍ                | ด              |
| ឍ               | ḍha | டா                | ဎ                | ฒ              |
| ណ               | ṇa  | ன                | ဏ                | ณ              |
| ត               | Ta  | த                | တ                | ต              |
| ថ               | Tha | தா                | ထ                | ถ              |
| ទ               | Da  | ட                | ဒ                |                |
| ធ               | Dha | டா                | ဓ                |                |
| ន               | Na  | ந                | န                | น              |
| ប               | Pa  | ப                | ပ                | บ              |
| ផ               | Pha | பா                | ဖ                | ผ              |
| ព               | Ba  | பா                | ဗ                | บ              |
| ភ               | Bha | பா                | ဘ                | ภ              |
| ម               | Ma  | ம                | မ                | ม              |
| យ               | Ya  | ய                | ယ                | ย              |
| រ               | Ra  | ர                | ရ                | ร              |
| ល               | La  | ல                | လ                | ล              |
| វ               | Va  | வ                | ဝ                | ว              |
| ឝ               | śa  | சா                | သ                | ศ              |
| ឞ               | ṣa  | ச                |                  | ษ              |
| ស               | Sa  | ஸ                |                  | ส              |
| ហ               | Ha  | ஹ                | ဟ                | ห              |
| ឡ               | ḷa  |                  | ဠ                | ฬ              |
| អ               | 'A  | அ                | အ                | อ              |

Ainsi, des mots tamouls sont retranscris de cette façon en khmer :
1. [Shi-va] > សិវា [Se-va] > သီဝ [θi-va]
2. பிரம்மா [Prah-ma] > ព្រហ្ម [Prah-m] > ဗြဟ္မာ [Brahma]
3. [Vi-shnu] > វិស្ណុ [Vi-sno] > ဗိဿနိး [Vi-θno]

## Styles calligraphiques
L'alphasyllabaire khmer peut être écrit suivant des styles pouvant donner lieu à des variations importantes concernant la forme de certains caractères.
L'écriture moul, ou ronde, dont le style est parfois improprement appelé majuscule, est utilisée pour:
- les gros-titres de journaux, les pancartes.
- le surlignement de noms propres à caractère sacré.
- quelquefois pour débuter un chapitre, dans ce cas le premier mot est entièrement en majuscule

Note : 
- pas de majuscule au début de phrases ou de noms propres.
- les majuscules n'apparaissent que dans les textes imprimés ou les panneaux, elles ne sont pas écrites manuellement.